# Sunna
Nell'islam la Sunna (in arabo سنة‎?  'consuetudine, abitudine, costume' e, in senso lato, 'codice di comportamento') è l'insieme delle norme comportamentali essenziali del pensiero giuridico, etico e sociale della Umma, ricavate non dal Corano, ma dalla condotta di Maometto, proposta ai fedeli come modello di comportamento.

## Storia
In principio raccolta e tramandata a voce, la Sunna venne messa per iscritto – in più codici, da vari muḥaddith – pochi secoli dopo la morte del Profeta: in base ai racconti tramandati da soggetti 'degni di fede' (thiqa), e quindi ritenuti veri anelli della catena (silsila) di 'garanti' della tradizione islamica, nonché in piena obbedienza alle disposizioni del Corano. Per conseguenza, il Libro ha priorità assoluta sugli ḥadīth.

## Caratteristiche e contenuto
Dopo il Corano la Sunna costituisce la seconda fonte della Legge islamica e con il testo sacro costituisce la Sharīʿa. Il termine "sunnita", cioè "seguace della tradizione del Profeta e della comunità islamica" (ahl al-sunna wa l-jamāʿa), è usato per indicare la maggioranza dei musulmani (circa l'85% dei credenti) che, verso il IX secolo, dette vita al sunnismo, corrente principale dell'islam, in opposizione ai kharigiti e agli sciiti (shīʿa).
La Sunna è la raccolta dei comportamenti che il Profeta ha evidenziato in differenti occasioni e che sono diventati per questa ragione esempi da imitare da parte della comunità islamica e chiave d'interpretazione per la liceità o meno di fattispecie non previste espressamente dal Corano. A tali comportamenti è stato quindi attribuito un significato e un valore normativo. In senso più ampio la Sunna comprende anche i comportamenti dei Compagni del Profeta e delle maggiori personalità del primo periodo dell'Islam.
La Sunna per eccellenza è costituita dal complesso degli atti e detti (ma anche della non azione e dei silenzi) del Profeta Maometto, trasmessi nei singoli ḥadīth ("racconti" o "aneddoti" brevi di 5 o 10 righe).
Esistono milioni di aḥādīth, classificati per isnād (lett. "legame", nel senso di "legame di trasmissione orale o scritta di una tradizione giuridica") e affidabilità. La raccolta di tali ḥadīth - articolata per i sunniti sui Sei libri e per gli sciiti sui Quattro libri, cui se ne sono aggiunti vari altri nel corso dei secoli - costituisce la Sunna. Rispetto ai sunniti, gli sciiti si basano su altri repertori, differenti quasi esclusivamente quanto a isnād.

## Confronto con altre raccolte
Vi sono anche raccolte di hadīth, cosiddetti "qudsī" (sacri), in cui il Profeta riferisce parole di Allah che non furono raccolte nel Corano.
Esistono poi le "sīra" (vita), ovvero raccolte di hadīth ordinati cronologicamente per descrivere la vita di Maometto.
Esiste tuttavia una Sunna di minore rilievo, attribuita ai suoi Ṣaḥāba e ai suoi seguaci.